# Joe Schmidt
Joseph Paul Schmidt (* 19. Januar 1932 in Pittsburgh, Pennsylvania, USA; † 11. September 2024) war ein American-Football-Spieler und -Trainer. Er spielte als Linebacker bei den Detroit Lions in der National Football League (NFL).

## Jugend
Joe Schmidt wuchs in einem Vorort von Pittsburgh auf und besuchte dort die High School. Auf der Schule spielte er zunächst als Fullback und wechselte danach auf die Position eines Guards, bevor er sich letztendlich als Linebacker durchsetzen konnte.

## Spielerlaufbahn

### Collegekarriere
Schmidt studierte von 1950 bis 1952 an der University of Pittsburgh und spielte dort für die „Pittsburgh Panthers“ als Linebacker. Schmidt war im letzten Studienjahr Mannschaftskapitän seiner Mannschaft und wurde aufgrund seiner sportlichen Leistungen zum All-American gewählt. 1953 spielte er im College-All-Star-Game gegen die Detroit Lions. Seine Mannschaft verlor mit 24:10. Die Collegekarriere von Schmidt verlief nicht störungsfrei. Zahlreiche Verletzungen machten ihm zu schaffen, was die Clubs der NFL misstrauisch machte. Entsprechend spät wurde er gedraftet.

### Profikarriere
Joe Schmidt wurde 1953 von den Detroit Lions in der siebten Runde an 85 Stelle gedraftet. Die Lions waren der amtierende NFL-Meister und wurden von Buddy Parker trainiert. Zahlreiche spätere Mitglieder in der Pro Football Hall of Fame wie Yale Lary oder Jack Christiansen standen in den Reihen der Lions. Innerhalb kürzester Zeit wurde Schmidt zu einem Führungsspieler in der Defense der Lions.
Joseph Schmidt gewann mit seinem Team zweimal die NFL Meisterschaft. In seinem ersten Profijahr konnten die Cleveland Browns mit 17:16 besiegt werden.
1954 scheiterten die Lions im Endspiel mit 56:10 an den Browns. 1957 folgte im NFL-Endspiel nochmals ein Sieg gegen die Browns – diesmal mit 59:14. Schmidt fing in diesem Spiel einen Pass des gegnerischen Quarterbacks zu einer Interception ab.
Joe Schmidt beendete 1966 seine Spielerlaufbahn. Er wurde viermal zum wertvollsten Spieler des Teams gewählt und war neun Jahre lang der Mannschaftskapitän seiner Mannschaft.

## Trainerlaufbahn
Ein Jahr nach Beendigung seiner Spielerlaufbahn löste er Harry Gilmer als Head Coach der Lions ab. Im Jahr 1970 konnte er mit seiner Mannschaft in die Play-offs einziehen, wo man knapp am späteren NFC-Meister Dallas Cowboys mit 5:0 in der ersten Runde scheiterte. Nach der Saison 1972 beendete er seine NFL Laufbahn und Don McCafferty übernahm das Traineramt bei der Mannschaft aus Detroit.

## Ehrungen
Schmidt spielte zehnmal im Pro Bowl, dem Abschlussspiel der besten Spieler einer Saison. Er wurde neunmal zum All-Pro gewählt. Er ist Mitglied im NFL 1950s All-Decade Team, in der Pro Football Hall of Fame und in der College Football Hall of Fame. Seine Rückennummer wird bei den Lions nicht mehr vergeben. Die Zeitschrift „The Sporting News“ wählte ihn zu einem der besten 100 Footballspieler aller Zeiten.

## Abseits des Spielfelds
Die Laufbahn von Joe Schmidt hatte auch ihre Schattenseite. 1962 wettete er 50 US-Dollar auf das Ergebnis des NFL-Endspiels zwischen den Green Bay Packers und den New York Giants. Da dies nach den NFL-Statuten verboten ist, wurde er von der Liga mit einer Geldstrafe von 2000 US-Dollar belegt.